# Вільям Індж
Ві́льям Моттер Індж (англ. William Motter Inge, МФА: [ɪndʒ]; 3 травня 1913, Індепенденс, штат Канзас — 10 червня 1973, Лос-Анджелес, штат Каліфорнія) — американський драматург, прозаїк і сценарист.
Здобув освіту в Університеті штату Канзас. У 1953 році п'єса «Пікнік» принесла йому Пулітцерівську премію. У 1961 році він отримав премію «Оскар» за оригінальний сценарій для фільму «Пишність в траві».
Індж написала два романи, дія обох відбувається у вигаданому містечку Фрідом, штат Канзас. У «Удачі, міс Вайкофф» (Atlantic-Little, Brown, 1970) вчителька латинської мови середньої школи Евелін Вайкофф втрачає роботу через роман з чорношкірим шкільним прибиральником. Теми роману включають дівування, расизм, сексуальну напругу та публічне приниження наприкінці 1950-х років. Поллі Платт написала сценарій для екранізації 1979 року з Енн Гейвуд у головній ролі Евелін Вайкофф. Фільм вийшов під кількома назвами: «Ганьба», «Гріх», «Таємні бажання» та «Щасти вам, міс Вайкофф».
10 червня 1973 року у своєму будинку на Голлівудських пагорбах Індж покінчив життя самогубством.